# Мацце
Мацце (итал. Mazzè) — коммуна в Италии, располагается в регионе Пьемонт, в провинции Турин.
Население составляет 4109 человек (2008 г.), плотность населения составляет 147 чел./км². Занимает площадь 27 км². Почтовый индекс — 10035. Телефонный код — 011.
В коммуне 15 августа особо празднуется Успение Пресвятой Богородицы.

## Демография
Динамика населения:

## Администрация коммуны
- Официальный сайт: http://www.comune.mazze.to.it/